# Diradopsis
Diradopsis is een geslacht van vlinders van de familie Uraniavlinders (Uraniidae), uit de onderfamilie Epipleminae.

## Soorten
- D. alberta Warren, 1906
- D. perfallax Warren, 1898